# 菲呂拉
菲呂拉是希臘神話中的一名水仙女，是俄刻阿諾斯與忒堤斯的女兒。她嫁予瑙普利俄斯后，誕下許多兒女。
她與克洛諾斯誕下凱隆。由於她覺得凱隆長得噁心，便在產後把他遺棄。
她是香水、寫作、治癒、美麗和紙張的女神，也是教會人類製造紙張的女神。

## 資料來源
1. ↑  Britannica Online Traditional Chinese Edition[永久]

## 外部連結
- PHILYRA  Oceanid nymph of Mt Pelion in Magnesia ; Greek mythology  PHILYRE （页面存档备份，存于）